# Sid Meier
Sidney K. "Sid"  Meier (sinh ngày 24 tháng 2 năm 1954) là một lập trình viên, nhà thiết kế, và sản xuất của một số trò chơi điện tử chiến lược và các trò chơi điện tử mô phỏng phổ biến  người Canada, đáng chú ý nhất với loạt trò chơi Civilization. Meier đồng sáng lập công ty MicroProse năm 1982 với Bill Stealey và là Giám đốc phát triển sáng tạo của hãng Firaxis Games, tại đó ông là người đồng sáng lập với Jeff Briggs và Brian Reynolds vào năm 1996. Ông đã giành được nhiều giải thưởng uy tín dành cho những đóng góp của ông cho ngành công nghiệp trò chơi điện tử.

## Trò chơi
Các trò chơi được Sid Meier phát triển, đồng phát triển và/hoặc sản xuất:
| Tên                                       | Phát hành | Chú thích |
| ----------------------------------------- | --- | --- |
| Formula 1 Racing                          | 1982 | Trò chơi đầu tiên của Sid Meier, do Acorn Software Products Inc. phát hành |
| Hellcat Ace                               | 1982 | Dự án đầu tiên của Sid Meier cho MicroProse, theo Bill Stealey |
| Chopper Rescue                            | 1982 | Sid Meier nói vào năm 2007 rằng đây là dự án đầu tiên của ông cho MicroProse. |
| Spitfire Ace                              | 1982 | |
| Floyd of the Jungle                       | 1982 | |
| NATO Commander                            | 1983 | |
| Wingman                                   | 1983 | cho MicroProse. |
| Solo Flight                               | 1984 | |
| Kennedy Approach                          | 1985 | |
| F-15 Strike Eagle                         | 1985 | |
| Silent Service                            | 1985 | Một trò chơi mô phỏng tàu ngầm trong Thế chiến 2. Đây là trò chơi mô phỏng không phải máy bay đầu tiên của Meier                                                                                                   |
| Crusade in Europe                         | 1985 | |
| Decision in the Desert                    | 1985 | |
| Conflict in Vietnam                       | 1986 | |
| Gunship                                   | 1986 | |
| Sid Meier's Pirates!                      | 1987 | |
| Red Storm Rising                          | 1988 | Trò chơi mô phỏng tàu ngầm hạt nhân, dựa trên tiểu thuyết của Tom Clancy. |
| F-19 Stealth Fighter                      | 1988 | |
| F-15 Strike Eagle II                      | 1989 | |
| Sword of the Samurai                      | 1989 | |
| Covert Action                             | 1990 | |
| Sid Meier's Railroad Tycoon               | 1990 | Một trò chơi mô phỏng kinh doanh lấy bối cảnh giai đoạn phát triển ban đầu của ngành đường sắt tại Hoa Kỳ và châu Âu. Với sự ra đời của Sid Meier's Railroads!, chuỗi trò chơi này hiện tại đã có bốn phiên bản.   |
| Sid Meier's Civilization                  | 1991 | Một trò chơi chiến thuật theo lượt thành công lớn của Meier, hiện tại đã trở thành một thương hiệu. Đây là thương hiệu trò chơi thành công nhất của Meier cho đến nay, đã bán được trên 31 triệu bản vào năm 2015. |
| Pirates! Gold                             | 1993 | |
| Sid Meier's Colonization                  | 1994 | Một trò chơi chiến thuật theo lượt lấy bối cảnh là giai đoạn thực dân đầu tiên của các nước châu Âu đối với Tân thế giới.                                                                                          |
| Sid Meier's Civilization II               | 1996 | Nối tiếp sau trò chơi thành công của Sid Meier Civilization; Brian Reynolds là thiết kế chính của trò chơi này. |
| Magic: The Gathering                      | 1997 | Đây là trò chơi cuối cùng Sid Meier thực hiện cho MicroProse. |
| Sid Meier's Gettysburg!                   | 1997 | Trò chơi chiến thuật thời gian thực đầu tiên của Sid Meier. |
| Sid Meier's Antietam!                     | 1998 | Sid Meier's Gettysburg và Antietam là một phần của bộ trò chơi lấy bối cảnh nội chiến Hoa Kỳ. |
| Sid Meier's Alpha Centauri                | 1999 | Brian Reynolds là nhà thiết kế chính trong phiên bản chuyển đổi của trò chơi Civilization sang bối cảnh vũ trụ. |
| Sid Meier's Civilization III              | 2001 | Jeff Briggs thiết kế phiên bản thứ ba của chuỗi trò chơi này, với luật, đồ họa và cách chơi phức tạp hơn. |
| Sid Meier's SimGolf                       | 2002 | Một trò chơi mô phỏng golf trong đó người chơi tự xây sân golf và thi đấu với các người chơi máy tính khác, do Meier cùng sản xuất với Maxis. (tránh nhầm lẫn với phiên bản năm 1996 của Maxis có tên SimGolf.)    |
| Sid Meier's Pirates!                      | 2004 | Nối tiếp sau phiên bản thành công của trò chơi Pirates! năm 1987, làm mới lại đồ họa và thêm vào một số yếu tố chơi hoàn toàn mới.                                                                                 |
| Sid Meier's Civilization IV               | 2005 | Do Soren Johnson thiết kế, đây là một trò chơi dùng 3D engine thay thế bản đồ 2D nhìn từ trên cao của Civilization II and III.                                                                                     |
| Sid Meier's Railroads!                    | 2006 | Khi Take 2 đóng cửa PopTop Software và nhập công ty vào Firaxis, Meier một lần nữa chịu trách nhiệm cho chuỗi trò chơi Railroad Tycoon và trò chơi này được coi là bản kế tục của Railroad Tycoon 3.               |
| Sid Meier's Civilization Revolution       | 2008 | Phiên bản cho console thế hệ thứ 7 của Civilization. |
| Sid Meier's Pirates! Mobile               | 2008 | Trò chơi này được Oasys Mobile phát triển và xuất bản. Chịu trách nhiệm chính là một trong các lập trình viên đầu tiên của Pirates! Gold.                                                                          |
| Sid Meier's Railroad Tycoon Mobile        | Do Blue Heat phát triển và Oasys Mobile xuất bản. Phiên bản di động này cho phép người chơi có thể tạo đế chế giao thông của chính mình. | |
| Sid Meier's Civilization IV: Colonization | 2008 | Phiên bản dựng lại năm 2008 của trò chơi năm 1994 Colonization, đây là một trò chơi độc lập dựa trên động cơ của trò chơi Civilization IV.                                                                         |
| Sid Meier's Civilization V                | 2010 | Do Jon Shafer chịu trách nhiệm chính với các tính năng mới.with new features. |
| Sid Meier's CivWorld                      | 2011 | Một trò chơi MMORPG trên Facebook. Trò chơi này đóng cửa vào ngày 29 tháng 5 năm 2013. |
| Sid Meier's Ace Patrol                    | 2013 | Một trò chơi chiến lược mô phỏng máy bay trong thế chiến I do 2K Games xuất bản. |
| Sid Meier's Ace Patrol: Pacific Skies     | 2013 | Một trò chơi chiến lược mô phỏng máy bay trong thế chiến II do 2K Games xuất bản. |
| Sid Meier's Civilization Revolution 2     | 2014 | Một bản kế tiếp độc quyền trên di động của Sid Meier's Civilization Revolution. |
| Sid Meier's Civilization: Beyond Earth    | 2014 | Một bản kế tiếp của Sid Meier's Alpha Centauri sử dụng động cơ của Civilization V. |
| Sid Meier's Starships                     | 2015 | Bản nối tiếp của Sid Meier's Civilization: Beyond Earth |
| Sid Meier's Civilization VI               | 2016 | Phiên bản mới nhất của thương hiệu trò chơi Civilization. |